# Areia Branca (Sergipe)
Pour les articles homonymes, voir Areia Branca.

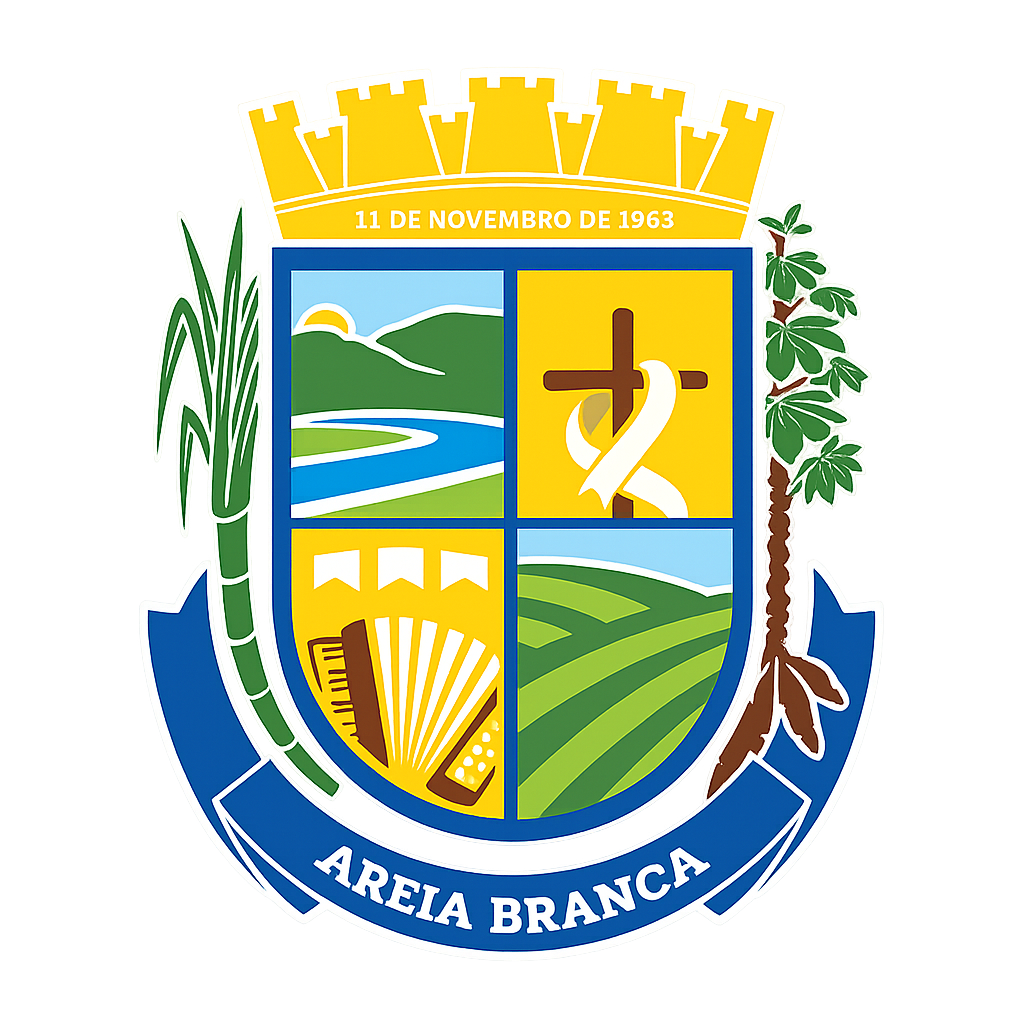
Armoiries de Areia Branca

Areia Branca est une ville brésilienne du centre de l'État du Sergipe.

## Géographie
Areia Branca se situe par une latitude de 10° 45' 28" sud et par une longitude de 37° 18' 54" ouest, à une altitude de 160 mètres.
Sa population était de 16 072 habitants au recensement de 2007. La municipalité s'étend sur 128 km2.
Elle fait partie de la microrégion de l'Agreste d'Itabaiana, dans la mésorégion de l'Agreste du Sergipe.

## Maires
| Période | Période | Identité                 | Étiquette | Qualité |
| ------- | ------- | ------------------------ | --------- | ------- |
| 2004    | 2008    | Ascendino de Sousa Filho | PSB       |         |
| 2008    | 2012    | Agrepino Andelino Santos | PSC       |         |